# Hot in the Shade
Hot in the Shade (с англ. — «Жара в тени») — студийный альбом американской хард-рок-группы Kiss, выпущенный в 1989 году.
Hot in the Shade был определен ААЗК как золотой. Это первый студийный альбом Kiss с 1981 (Music from «The Elder») где пели сразу трое участников. Это также последний альбом группы с участием Эрика Карра перед его смертью 24 ноября 1991.
Включая 15 песен это один из самых больших альбомов группы по количеству материала, и по длине — почти целый час.
Hot In The Shade стал золотым 20 Декабря 1989.
Hot In The Shade стал первым альбомом Kiss, официально реализуемым в СССР. В частности, в магазине «Мелодия» на Ленинском проспекте (Москва), отстояв несколько часов в очереди, можно было приобрести виниловую пластинку Hot In The Shade производства компании Vertigo (ФРГ) по цене 9 рублей.

## Список композиций
| №                   | Название                                                                   | Автор(ы)                          | Основной вокал      | Длительность |
| ------------------- | -------------------------------------------------------------------------- | --------------------------------- | ------------------- | ------------ |
| 1.                  | «Rise to It» (с англ. — «Поднимусь к Этому»)                               | Пол Стэнли, Боб Халлиган-мл.      | Стэнли              | 4:08         |
| 2.                  | «Betrayed» (с англ. — «Преданный»)                                         | Джин Симмонс, Томми Тайер         | Симмонс             | 3:38         |
| 3.                  | «Hide Your Heart (кавер на Бонни Тайлер)» (с англ. — «Спрячь Своё Сердце») | Стэнли, Дезмонд Чайлд, Холли Найт | Стэнли              | 4:25         |
| 4.                  | «Prisoner of Love» (с англ. — «Узник Любви»)                               | Симмонс, Брюс Кулик               | Симмонс             | 3:52         |
| 5.                  | «Read My Body» (с англ. — «Читай Моё Тело»)                                | Стэнли, Халлиган                  | Стэнли              | 3:50         |
| 6.                  | «Love’s a Slap in the Face» (с англ. — «Любовь — это Пощёчина»)            | Симмонс, Вини Понсия              | Симмонс             | 4:04         |
| 7.                  | «Forever» (с англ. — «Навсегда»)                                           | Стэнли, Майкл Болтон              | Стэнли              | 3:52         |
| 8.                  | «Silver Spoon» (с англ. — «Серебряная Ложка»)                              | Стэнли, Понсия                    | Стэнли              | 4:32         |
| Общая длительность: | Общая длительность:                                                        | Общая длительность:               | Общая длительность: | 32:21        |

| №                   | Название                                                                                 | Автор(ы)                         | Основной вокал      | Длительность |
| ------------------- | ---------------------------------------------------------------------------------------- | -------------------------------- | ------------------- | ------------ |
| 9.                  | «Cadillac Dreams» (с англ. — «Мечты о Кадиллаке»)                                        | Симмонс, Понсия                  | Симмонс             | 3:44         |
| 10.                 | «King of Hearts» (с англ. — «Король Сердец»)                                             | Стэнли, Понсия                   | Стэнли              | 4:26         |
| 11.                 | «The Street Giveth and the Street Taketh Away» (с англ. — «Улица Даёт и Улица Забирает») | Симмонс, Тайер                   | Симмонс             | 3:34         |
| 12.                 | «You Love Me to Hate You» (с англ. — «Ты Любишь Меня, чтобы Я Ненавидел Тебя»)           | Стэнли, Чайлд                    | Стэнли              | 4:00         |
| 13.                 | «Somewhere Between Heaven and Hell» (с англ. — «Где-то Между Раем и Адом»)               | Симмонс, Понсия                  | Симмонс             | 3:52         |
| 14.                 | «Little Caesar» (с англ. — «Маленький Цезарь»)                                           | Эрик Карр, Симмонс, Адам Митчелл | Карр                | 3:12         |
| 15.                 | «Boomerang» (с англ. — «Бумеранг»)                                                       | Симмонс, Кулик                   | Симмонс             | 3:30         |
| Общая длительность: | Общая длительность:                                                                      | Общая длительность:              | Общая длительность: | 26:18        |

## Участники записи
- Джин Симмонс — бас-гитара, вокал
- Пол Стэнли — ритм-гитара, вокал, акустическая гитара и E-Bow на «Forever» и «Rise to It»
- Брюс Кулик — соло-гитара, бэк-вокал, (электрогитары на «Little Caesar», бас и акустическое соло на «Forever»)
- Эрик Карр — ударные, бэк-вокал, (основной вокал и бас в песне «Little Caesar»)

### Приглашённые музыканты
- Томми Тайер — электроакустическая гитара на «Betrayed» и «The Street Giveth and the Street Taketh Away»
- Филл Эшли — клавишные на «Hide Your Heart» и «Forever»
- Пэт Риган — духовые инструменты на «Cadillac Dreams»
- Кевин Валентайн[англ.] — ударные на «You Love Me to Hate You» и «King of Hearts»
- Шарлотт Кроссли[англ.], Вэлери Пинкстон и Ким Эдвардс-Браун — бэк-вокал на «Silver Spoon»
- Джесси Демоун — бэк-вокал на «Prisoner Of Love» и «Somewhere Between Heaven and Hell»

## Позиции в чартах
Альбом
| Чарт (1989)             | Позиция |
| ----------------------- | ------- |
| Australian Albums Chart | 36      |
| Canadian Albums Chart   | 46      |
| European Albums Chart   | 84      |
| German Albums Chart     | 46      |
| Japanese Albums Chart   | 48      |
| Norwegian Albums Chart  | 8       |
| Swedish Albums Chart    | 29      |
| Swiss Albums Chart      | 23      |
| UK Albums Chart         | 35      |
| US Billboard Pop Albums | 29      |

| Сингл             | Чарт (1989)               | Позиция |
| ----------------- | ------------------------- | ------- |
| «Hide Your Heart» | US Mainstream Rock Tracks | 22      |
| «Hide Your Heart» | The Billboard Hot 100     | 66      |
| Сингл             | Чарт (1990)               | Позиция |
| «Forever»         | Mainstream Rock Tracks    | 17      |
| «Forever»         | The Billboard Hot 100     | 8       |
| «Rise To It»      | Mainstream Rock Tracks    | 40      |
| «Rise To It»      | The Billboard Hot 100     | 81      |

## Сертификации
| Регион                                                      | Сертификация | Продажи  |
| ----------------------------------------------------------- | ------------ | -------- |
| Канада (Music Canada)                                       | Платиновый   | 100 000^ |
| США (RIAA)                                                  | Золотой      | 500 000^ |
| ^ Данные о тиражах приведены только на основе сертификации. |              |          |